# Горобии (Лубенский район)
Горобии (укр. Горобії) — село,
Биевецкий сельский совет,
Лубенский район,
Полтавская область,
Украина.
Код КОАТУУ — 5322880702. Население по переписи 2001 года составляло 98 человек.

## Географическое положение
Село Горобии находится на правом берегу реки Удай,
выше по течению на расстоянии в 4 км расположено село Гонцы,
ниже по течению на расстоянии в 1 км расположено село Биевцы,
на противоположном берегу — село Пески-Удайские (Чернухинский район).

## Экономика
- Птице-товарная ферма.